# Ariane Hingst
Ariane Hingst (* 25. Juli 1979 in West-Berlin) ist eine ehemalige deutsche Fußballspielerin und jetzige Fußballtrainerin. Die Abwehr- und Mittelfeldspielerin spielte von 1996 bis 2011 in der Frauen-Nationalmannschaft, mit der sie 2003 und 2007 Weltmeisterin sowie 1997, 2001, 2005 und 2009 Europameisterin wurde.

## Werdegang

### Vereinsfußball
Schon als Kind spielte Ariane Hingst Fußball. Nach der D-Jugend durfte Hingst nicht mehr zusammen mit Jungen in einer Mannschaft spielen. So übersprang die damals Elfjährige kurzerhand eine Altersklasse und spielte in der weiblichen B-Jugend weiter. Nach vereinsinternen Querelen wechselte der Trainer zusammen mit vielen Spielerinnen zum Berliner SV 92. Kurze Zeit später wurde die Mädchenmannschaft aufgelöst. Die 13-jährige Hingst stand nun ohne Verein da und schloss sich in der Folge 1992 dem VfB Lichterfelde an. Mittlerweile war Hingst fester Bestandteil der Berliner Auswahl, konnte sich in Lichterfelde aber nicht mehr weiterentwickeln.
Nach zwei Jahren kehrte sie nach Zehlendorf zurück. Aus der im Verein wenig geschätzten Freizeitmannschaft hatte sich in der Zwischenzeit eine vielbeachtete Regionalligamannschaft entwickelt. Dank einer Sonderspielgenehmigung durfte sie bereits im Alter von 15 Jahren in der ersten Frauenmannschaft eingesetzt werden. Mit Zehlendorf wurde sie 1996 Regionalligameisterin, scheiterte jedoch in der anschließenden Aufstiegsrunde. In der folgenden Saison wurde Hingst trotz fehlender Spielberechtigung im DFB-Pokalspiel gegen Fortuna Sachsenroß Hannover eingesetzt. Zehlendorf gewann das Spiel zwar mit 2:0, wurde jedoch vom DFB disqualifiziert.
Die damalige Bundestrainerin Tina Theune-Meyer gab Hingst mehr als deutlich zu verstehen, dass sie zur Saison 1997/98 zu einem Bundesligisten wechseln müsste, um weiter zur Nationalmannschaft eingeladen zu werden. Für Hingst entwickelte sich die Sache zu einem Dilemma. Zehlendorf wurde 1997 erneut Regionalligameister und Hingst hoffte, dass es diesmal mit dem Aufstieg klappen würde. Andernfalls wollte sie zum damaligen Bundesligisten Tennis Borussia Berlin gehen. TeBe stieg jedoch aus der Bundesliga ab. Zehlendorf und Turbine Potsdam trafen in der Relegation zur eingleisigen Bundesliga aufeinander. Potsdam gewann das Spiel mit 5:1, und Zehlendorfs Bundesligaträume platzten. Nach dem Spiel bat Zehlendorfs Trainer Michael Rossbach Potsdams langjährigen Trainer Bernd Schröder, Hingst zur Turbine zu holen. So entschloss sie sich zu einem Wechsel nach Brandenburg.
Ihre erste Saison bei Turbine Potsdam gestaltete sich schwierig. Anfang 1998 verbesserte sich die Situation: Bernd Schröder war mittlerweile wieder Trainer der Mannschaft geworden. 2001 wurde Hingst mit Turbine Potsdam erstmals Vizemeisterin und erreichte das Halbfinale des DFB-Pokals. Nach zwei weiteren Vizemeisterschaften mit Turbine Potsdam begann ab 2003 die erfolgreichste Zeit in ihrer Karriere. 2004 wurde sie mit Turbine Potsdam erstmals deutsche Meisterin und Pokalsiegerin. Ein Jahr später wurde sie erneut Pokalsiegerin und zum dritten Mal Europameisterin; zudem gewann sie den erst seit 2001 ausgetragenen UEFA Women’s Cup, den Europapokal im Frauenfußball. 2006 wiederholte sie schließlich noch einmal das Double aus Meisterschaft und Pokal.
Zum 1. April 2007 wechselte Hingst überraschend zum schwedischen Erstligisten Djurgårdens IF. Hingst hatte schon länger mit einem Wechsel ins Ausland geliebäugelt und suchte nach einer neuen Herausforderung. In Stockholm wurde sie in ihrer ersten Saison anstatt in der Innenverteidigung im Mittelfeld eingesetzt und wurde Vizemeisterin.
Zum 1. Januar 2009 wechselte Hingst nach anderthalb Jahren zurück nach Deutschland zum 1. FFC Frankfurt, mit dem sie 2011 den DFB-Pokalsieg feiern konnte.
Im Oktober 2011 unterzeichnete Hingst einen Vertrag bei den Newcastle United Jets Women in Australien. Am 29. September 2012 unterschrieb sie beim W-League-Rivalen Canberra United und beendete nach dieser Saison ihre Karriere.

### Nationalmannschaft

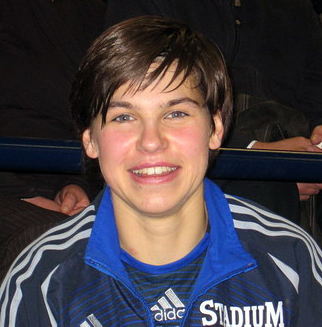
Hingst (2008)

Am 27. August 1996 debütierte Hingst in der deutschen Nationalmannschaft bei einem Spiel gegen die Niederlande. Bei ihrem dritten Länderspiel gegen Island erzielte sie ihr erstes Länderspieltor und war noch ein weiteres Mal erfolgreich. Es war ihr einziger Doppelpack im Nationaldress. 1997 fuhr sie mit der Nationalmannschaft zur Europameisterschaft in Norwegen. Im Finale gegen Italien absolvierte sie ihr einziges Turnierspiel von Anfang an und wurde erstmals Europameisterin.
1999 fuhr Hingst als jüngste Spielerin im Kader zur Weltmeisterschaft 1999, bei der sie laut Kicker-Sportmagazin mit „furchtlosen Flankenläufen für Furore sorgte“. Im September 2000 fuhr sie mit der Nationalmannschaft zu den Olympischen Spielen nach Sydney. Im letzten Vorrundenspiel gegen Schweden erzielte sie in der 88. Minute den Siegtreffer, der der deutschen Elf zum Gruppensieg verhalf. Nach der Halbfinalniederlage gegen Norwegen gewann die deutsche Auswahl das kleine Finale gegen Brasilien und damit die Bronzemedaille.
Für die Nationalmannschaft stand die Europameisterschaft im eigenen Land an. In den ersten Spielen wurde Hingst zumindest teilweise eingesetzt. Das Halbfinalspiel gegen Norwegen war das letzte Spiel, bei dem Hingst eingewechselt wurde. Die Revanche für die Niederlage bei den Olympischen Spielen im Vorjahr gelang, und nach dem 1:0-Sieg über Schweden wurde Hingst, die im Finale in der Startelf stand, zum zweiten Mal Europameisterin. Ihr erfolgreichstes Turnier war die Weltmeisterschaft 2003 in den USA, die sie mit der deutschen Elf gewinnen konnte. Ein Jahr später holte sie wieder Bronze bei den Olympischen Spielen in Athen. 2005 holte sie erneut den Europameister-Titel und 2007 wurde sie mit der Nationalmannschaft wieder Weltmeister, als es der deutschen Mannschaft gelang, ihren Titel beim Turnier in China erfolgreich zu verteidigen.
Bei der EM 2009 zog sie sich im Viertelfinale gegen Italien einen Meniskus- und Knorpel-Schaden zu und musste von der Bank erleben, wie ihre Mitspielerinnen den Titel gewannen. Danach kam sie erst wieder beim mit 0:4 verlorenen Saisonabschlussspiel gegen die USA am 22. Mai 2010 zum Einsatz und in den folgenden Spielen fast nur noch als Einwechselspielerin. Dennoch wurde sie auf Grund ihrer Erfahrung in den Kader für die WM berufen.
Bei der WM 2011 kam sie nur im Spiel gegen Frankreich zum Einsatz. Sie wurde zur zweiten Halbzeit für Simone Laudehr eingewechselt, die bereits in einem Spiel zuvor eine Gelbe Karte erhalten hatte und bei einer weiteren im Viertelfinale gesperrt worden wäre. Nach dem verlorenen Viertelfinale gegen Japan gab Hingst, ebenso wie Birgit Prinz, ihren Rücktritt aus der Nationalmannschaft bekannt, der DFB ehrte sie mit einer täglichen Serie vor dem Abschiedsspiel für Birgit Prinz.
Hingst liegt mit 174 A-Länderspielen hinter Birgit Prinz (214 Spiele) und Kerstin Stegemann (191 Spiele) auf dem dritten Platz der Nationalspielerinnen. Weltweit haben nur 56 Spielerinnen und drei Spieler mehr Länderspiele bestritten (Stand 14. Dezember 2023).

### Trainerin
Von Anfang 2016 bis Sommer 2021 war Hingst Co-Trainerin beim VfL Wolfsburg. Seit Sommer 2021 ist sie Co-Trainerin von Kathrin Peter bei der deutschen U19- und U20-Nationalmannschaft der Frauen.

## Erfolge

### Titel
- Weltmeisterin 2003, 2007
- Europameisterin 1997, 2001, 2005, 2009
- Olympische Bronzemedaille 2000, 2004, 2008
- Deutsche Meisterin 2004 und 2006
- DFB-Pokal-Siegerin 2004, 2005, 2006 und 2011
- UEFA-Women’s-Cup-Siegerin 2005

### Auszeichnungen
- Silbernes Lorbeerblatt
- 2003: Sportlerin des Jahres von Brandenburg
- 2007: Wahl in das All-Star-Team der WM
- 2015: Torschützenkönigin in der 7er-Verbandsliga Hallenrunde
- 2022: Aufnahme in die Hall of Fame des deutschen Fußballs[13]
- 2024: Wall of Champions im FIFA Museum[14]

## Beruf
Ariane Hingst ist gelernte Bankkauffrau, absolvierte später jedoch eine Umschulung zur Physiotherapeutin. In Schweden arbeitete sie halbtags als Physiotherapeutin der Eishockeymannschaft von Djurgårdens IF.
Bei der Fußball-Weltmeisterschaft der Frauen 2015 arbeitete sie als Fußballexpertin für den amerikanischen TV-Sender FOX.
2022 übernahm sie unter anderem mit Verena Pausder das Frauenteam des Berliner Fußballvereins FC Viktoria 1889. Die neuen Besitzer planen, den Verein aus der Regionalliga in die Bundesligen zu bringen. Im Mai 2024 trat Hingst von ihrem Posten zurück.
Bei der Fußball-Weltmeisterschaft der Frauen 2023 war Ari Hingst wieder als Expertin auf Fox präsent. Für die Fußball-Europameisterschaft der Frauen 2025 war sie ebenfalls als Expertin tätig.